# ضوتعيات
عديمات الأرجل الشائعة أو الضوتعيات أو عائلة كايسلييدي أو فصيلة كاسيلييدي (الاسم العلمي: Caeciliidae)، هي فصيلة حيوانات زاحفة. توجد في أمريكا الوسطى وأمريكا الجنوبية، وهي تشبه الديدان والثعابين من ناحية المظهر الخارجي.